# Balakros

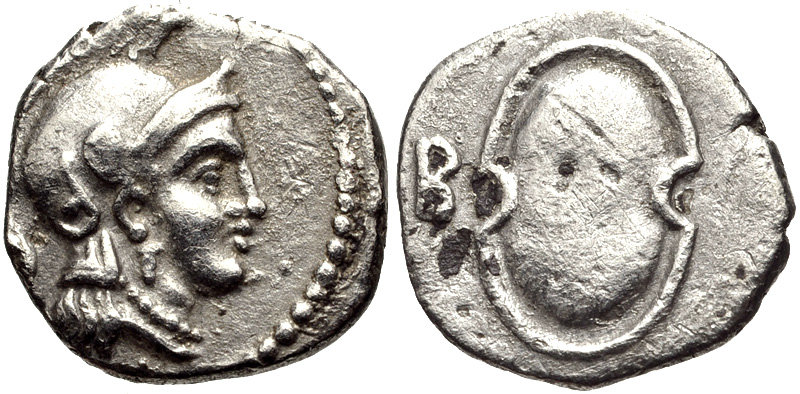
Münzprägung des Balakros als Satrap von Kilikien, Tarsos 333–324 v. Chr. Der Buchstabe B neben dem Schild steht für B[AΛAKPOI].

Balakros (altgriechisch Βάλακρος Bálakros, lateinisch Balacrus; † 324 v. Chr.), Sohn des Nikanor, war ein makedonischer Satrap von Kilikien.
Mit seiner Frau Phila, einer Tochter des Antipater, der späteren Ehefrau von Krateros und Demetrios Poliorketes, hatte er drei Söhne: Antipatros, Thraseas und Balakros.
Balakros war ein Leibwächter (somatophylax) Alexanders des Großen zu Beginn des Asienfeldzuges. Nach der Schlacht bei Issos 333 v. Chr. wurde er zum Statthalter der Provinz Kilikien ernannt. Im Jahr 332 v. Chr. unterstützte er die Satrapen Antigonos I. Monophthalmos und Kalas bei der Unterwerfung des restlichen Kleinasien. In seiner beinahe zehnjährigen Amtszeit führte Balakros mehrere fiskalische Maßnahmen durch, deretwegen er 324 v. Chr. in einer Revolte der Pisidier getötet wurde.
Er wurde von dem in Babylon weilenden Alexander durch Philotas im Amt ersetzt. Die Revolte der Pisidier wurde erst 321 v. Chr. vom Reichsregenten Perdikkas niedergeworfen.
Als Satrap ließ Balakros auch Münzen schlagen.